# Den Rejsende Sansebiograf
Den Rejsende Sansebiograf er en formidlings- og distributions platform som er udviklet og produceret af Jens Simon
Forestillinger som spiller i biografen bliver vist med tilhørende sanseeffekter og giver på en underholdende, indlevende og lærerig måde stof til eftertanke.[kilde mangler]
Energiens Skabelsesberetning er den første forestilling som Sansebiografen har rejst Danmark rundt med siden 2006.
I 2008 var sansebiografen på turne med Klima Roadshow.